# Damjan Kozole
Damjan Kozole [dámjan kozôle],  slovenski režiser in scenarist, * 1964. 
Avtor številnih uspešnih filmov: Rezervni deli so bili nominirani za zlatega medveda na berlinskem festivalu 2003, Delo osvobaja je dobitnik Grand Prix-a na festivalu v Valenciji, Slovenka je dobitnica Grand Prix-a na festivalu v Gironi, za Nočno življenje je na festivalu v Karlovih Varih 2016 prejel kristalni globus za najboljšo režijo.
Tudi avtor več dokumentarnih filmov, Dolge počitnice in Meje sta bila na FSF v Portorožu izbrana za najboljša dokumentarna filma leta.

## Filmografija, celovečerni filmi
- 1987 Usodni telefon
- 1988 Remington
- 1995: Negativni total (TV dokumentarec)
- 1997 Stereotip
- 2000 Porno film
- 2003 Rezervni deli
- 2004 Visions of Europe (omnibus)
- 2005 Delo osvobaja
- 2008 Za vedno
- 2009 Slovenka
- 2012 Dolge počitnice (celovečerni dokumentarec)
- 2016 Nočno življenje
- 2019 Polsestra[3]

## Nagrade
- 2016 Best Director Award, Karlovy Vary Int. Film Festival
- 2012 Grand Prix, Girona Int. Film Festival
- 2006 Golden Palm, Valencia Int. Film Festival